# SK Austria Klagenfurt (2007)
Der Sportklub Austria Klagenfurt ist ein österreichischer Fußballverein aus dem Klagenfurter Stadtteil Waidmannsdorf. Seine Vereinsfarben sind Violett-Weiß. Der Verein spielt ab der Saison 2025/26 in der 2. Liga.
Der SK Austria Klagenfurt wurde offiziell am 19. Jänner 2007 gegründet, griff jedoch erst 2010 in einer Spielgemeinschaft mit dem SC St. Stefan im Lavanttal in das Spielgeschehen ein. Der Verein wird von vielen Fans als Nachfolger der 1920 gegründeten alten Austria Klagenfurt angesehen, die – ab 1999 als FC Kärnten aktiv – 2009 ihren Spielbetrieb endgültig einstellen musste.

## Geschichte

### Das Gründungsjahr unter den Präsidenten Loibnegger und Slocker (2010–2011)
Am 28. Juni 2010 haben sich der erste Vorstand und Aufsichtsrat des neuen Sportklub Austria Klagenfurt konstituiert. In der Generalversammlung im „Gasthaus Rösch“ wurden bei der anfangs noch als Mitgliederverein geführten Austria, Präsident Josef Loibnegger, Vizepräsident Hans Slocker, Rechtsvorstand Wolfgang Kofler und der spätere Präsident Herbert Matschek als Finanzvorstand in das Präsidium gewählt. Den Vorsitz des Aufsichtsrats bekleidete Mathias Reichhold. Die neue Spielgemeinschaft trat mit einigen Spielern des ehemaligen FC Kärnten sowie des insolventen SK Austria Kärnten in der Regionalliga Mitte an. Die Saison 2010/11 erfüllte die sportlichen Erwartungen des Vereins bei weitem nicht. In einer durchwachsenen Saison belegte der Verein im Endklassement nur den 7. Platz und die Austria verfehlte somit den angepeilten Aufstieg in die zweithöchste Spielklasse.
Von der Stadt Klagenfurt sollte der Verein beim Start in der Regionalliga rund 550.000 Euro an Förderungen erhalten. Das Geld war ein Teil der rund 1,3 Millionen Euro, die zuvor als Unterstützung für den SK Austria Kärnten reserviert worden waren und mit der Verweigerung von dessen Bundesligalizenz frei wurden. Am 1. Juni 2011 wurde gegen den noch jungen Verein ein Insolvenzverfahren vor dem Landesgericht Klagenfurt eröffnet. Laut Kreditschutzverband von 1870 betrugen die Passiva rund 350.500 Euro und die Aktiva 16.700 Euro. Als Grund wurden zu hohe Spielergehälter sowie ausgebliebene Sponsorengelder und Förderungen durch die Stadt Klagenfurt genannt. Im Vorfeld kam es bereits im April des Jahres zu einem Wechsel an der Führungsspitze. Josef Loibnegger trat aufgrund von Meinungsverschiedenheiten mit Politikern der Stadt Klagenfurt zurück und der bis dahin als Vize-Präsident tätige Hans Slocker folgte ihm nach der Wahl durch die Vereinsmitglieder als Präsident nach. Am 25. Oktober 2011 stimmten die Gläubiger einer 20-prozentigen Ausgleichsquote zu.

### Die Ära Peter Svetits – Zwischen Dritt- und Zweitklassigkeit (2011–2019)
Am 27. Oktober 2011 wurde Peter Svetits, der zuletzt von Frank Stronach beim SC Wiener Neustadt als sportlicher Leiter engagiert worden war, im Rahmen der Generalversammlung des SK Austria Klagenfurt ohne Gegenstimme zum neuen Präsidenten des Klubs gewählt. Die Vereinsstatuten wurden im Zuge dessen „in einer Nacht- und Nebelaktion“ geändert und es kam dadurch zu einem Ende der Austria als Mitgliederverein. Svetits versprach, den Klub wieder an den Profifußball heranzuführen. In den Saisonen 2011/12, 2012/13 und 2013/14 belegte der Sportklub Austria jeweils einen sicheren Platz im Mittelfeld der Regionalliga Mitte. Von alljährlichen finanziellen Problemen und einer starken Spielerfluktuation geplagt, kam ein Aufstieg, abgesehen von der sportlichen Platzierung auch aus wirtschaftlicher Sicht nicht in Frage.

Zwischen Peter Svetits und den Vizepräsidenten Matthias Dollinger senior (†), dem Vater des Spielers Matthias Dollinger junior, und Heimo Vorderegger entwickelte sich in der Folge ein Machtkampf, der am 28. August 2014 mit der Absetzung der beiden Vizepräsidenten endete. Der Konflikt beschäftigte in der Folge die Gerichte, denn Dollinger wurde in zweiter Instanz vom Oberlandesgericht Graz eine Einstweilige Verfügung erteilt, die seine Absetzung aufhob. Nachdem der Verein dagegen Berufung eingelegt hatte, erwuchs dieser keine Rechtskraft. Wie Svetits betonte, „sollen in Zukunft nur noch Leute eine Rolle spielen, die den Verein auch finanziell unterstützen“. Im Jänner 2015 entschied das Oberlandesgericht Graz endgültig zugunsten des Vereins.

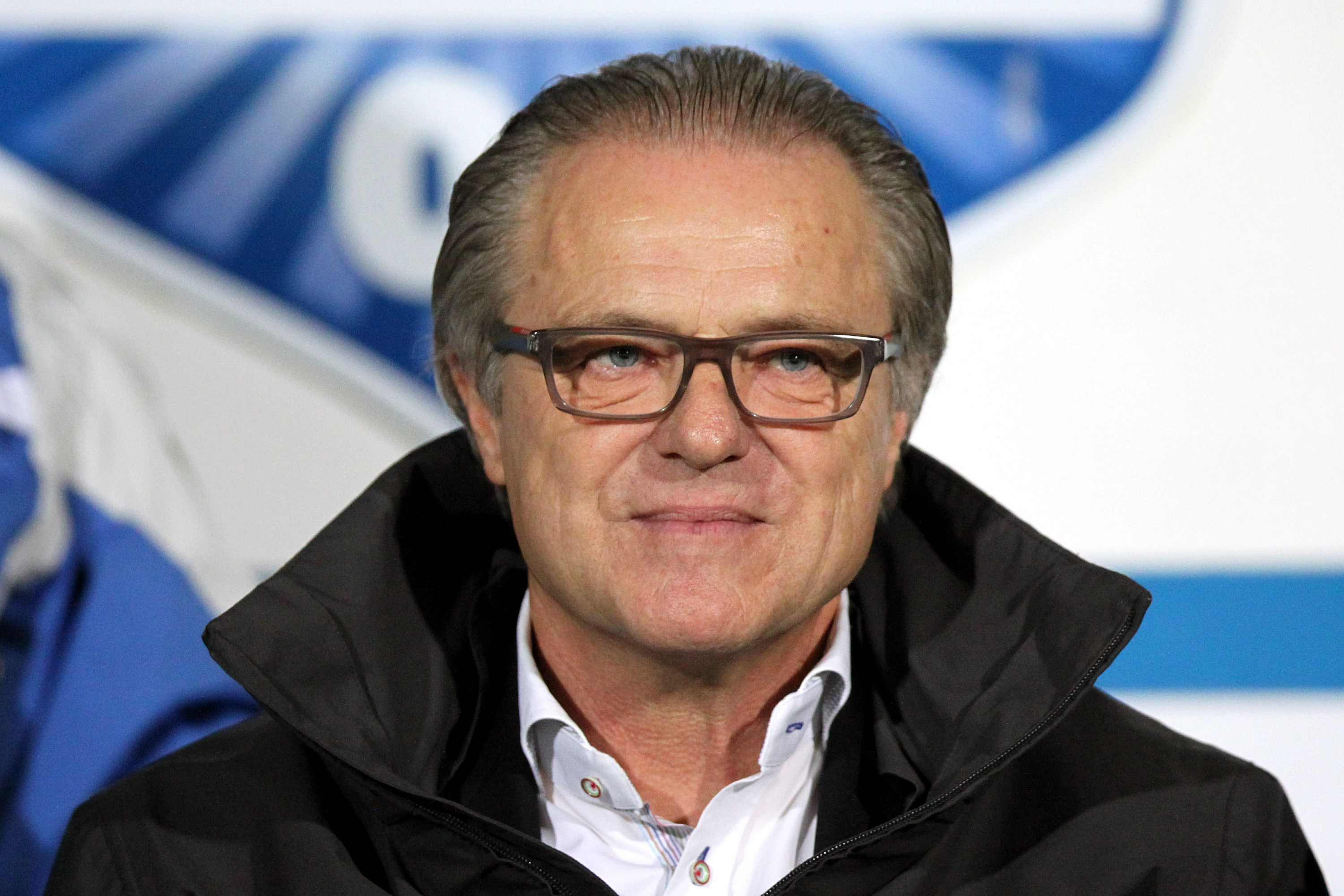
Von Oktober 2011 bis Februar 2019 Präsident: Peter Svetits

Dietmar Thuller war von 4. Mai bis 21. August 2012 Trainer des in der Regionalliga Mitte spielenden Klubs. Für eine Woche und ein Coaching am 24. August 2012 beim 1:0 gegen den Villacher SV war der zu diesem Zeitpunkt als Co-Trainer arbeitende Günther Gorenzel-Simonitsch hauptverantwortlich. Danach wurde Bruno Friesenbichler bis 17. März 2013 engagiert, dem bis Saisonende Heimo Vorderegger folgte. Mit Beginn der Saison 2013/14 wurde Jože Prelogar verpflichtet, der vor Beginn des Frühjahrsdurchgangs 2014 durch seinen Co-Trainer Alexander Suppantschitsch abgelöst wurde.
2014 gewann der SK Austria Klagenfurt erstmals den seit 2006/07 wiedereingeführten Kärntner Fußballcup (KFV-Cup).

#### Das Intermezzo der Austria in der zweithöchsten Spielklasse 2015/16
Für die Saison 2014/15 wurde der ehemalige Spieler des FC Bayern München Manfred Bender als Trainer verpflichtet, der die Klagenfurter mit sechs Punkten Vorsprung auf den SK Vorwärts Steyr zum Meistertitel in der Regionalliga Mitte führte. Damit waren die Kärntner für die Relegationsspiele zur Ersten Liga qualifiziert. Dort trafen sie auf den burgenländischen Klub SC-ESV Parndorf 1919, der als Tabellenzweiter der Regionalliga Ost an der Relegation teilnahm, nachdem dem Meister SC Ritzing die Lizenz für die Erste Liga verwehrt worden war. Im Heimspiel am 5. Juni 2015 siegten die Burgenländer mit 2:1, das Rückspiel gewannen die Klagenfurter drei Tage später mit 4:1 nach Verlängerung. Damit war der Aufstieg der Kärntner in die Erste Liga, die zweithöchste Spielklasse, fixiert.

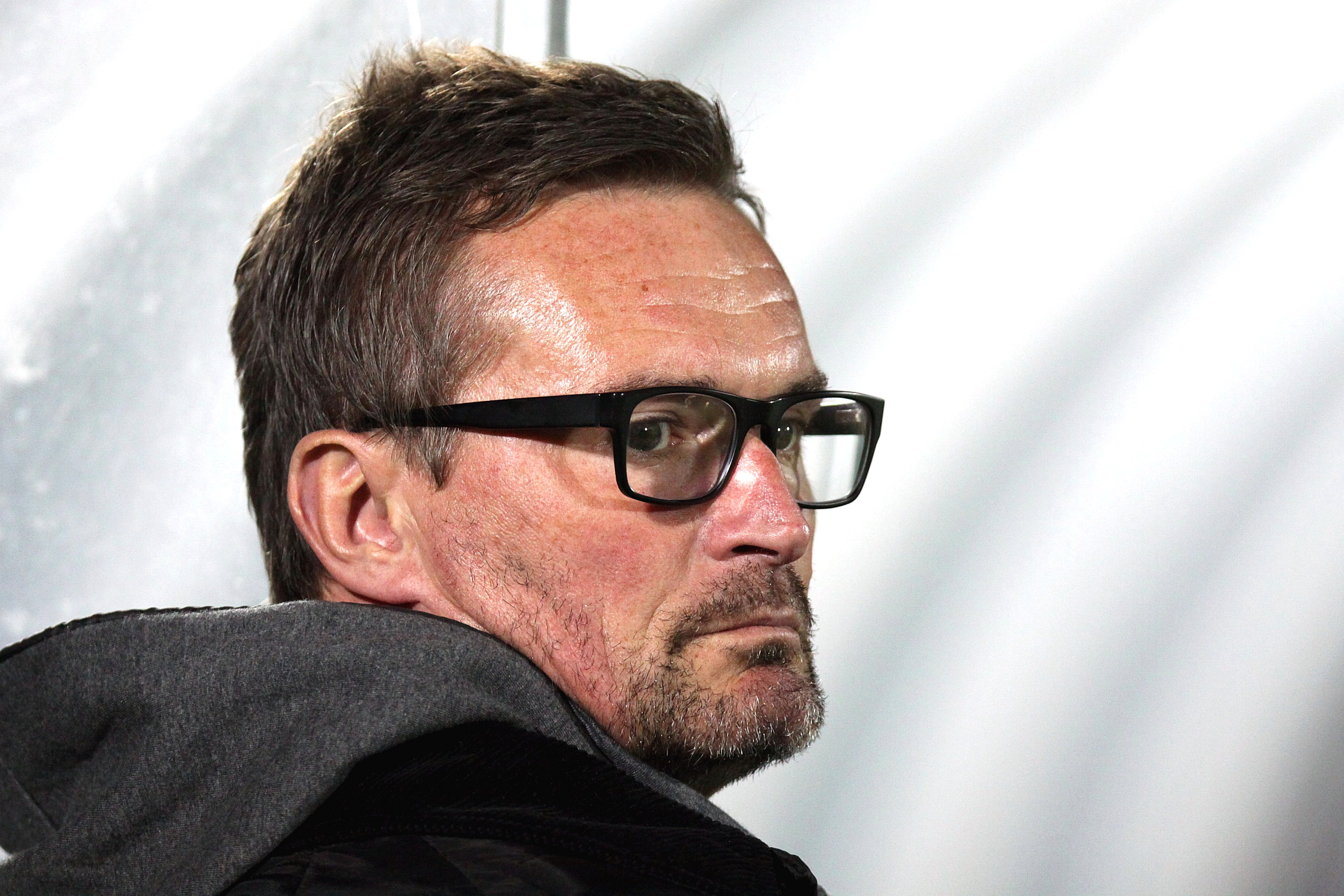
Unter Trainer Manfred Bender gelang der Aufstieg in die Erste Liga

Mit der deutschen Agentur Hanseatisches Fußball Kontor GmbH wurde im Sommer 2014 ein Sponsor gewonnen. Dieser beteiligt sich vorerst bis 2019 an den Gehaltszahlungen der Spieler. Im Gegenzug partizipiert das Unternehmen nach einem festgelegten Aufteilungsschlüssel beim Verkauf von Spielern am Gewinn. Am 20. August 2015 zog Geschäftsführer Kai-Volker Langhinrichs als Vizepräsident in die Vereinsführung der Klagenfurter ein.
Am 16. März 2016 trennten sich die Klagenfurter nach der 0:2-Heimniederlage gegen den SC Wiener Neustadt einvernehmlich von Trainer Bender, nachdem dieser zuvor angekündigt hatte, den Verein nach Saisonende zu verlassen. Zum Nachfolger wurde zunächst der bisherige Co-Trainer Gerhard Fellner bestellt. Obwohl die Austria in der Liga den achten Platz erreicht hatte, musste sie trotzdem absteigen, da sie keine Lizenz erhielt. Daran konnte auch ein weiterer Einspruch vor dem Ständigen Neutralen Schiedsgericht nichts ändern, nachdem bereits in erster und zweiter Instanz eine Lizenzvergabe verweigert worden war.

#### Zwei Jahre Regionalliga und erneuter Aufstieg
Nachdem Trainer Fellner Anfang Jänner 2017 zum SC Wiener Neustadt gewechselt war, verpflichteten die Klagenfurter am 29. Jänner den aus Ruden stammenden Franz Polanz als neuen Trainer. Dieser hatte u. a. auch von 1984 bis 1986 für zwei Jahre für den Vorgängerklub Austria Klagenfurt gespielt. Zudem wurde am 17. Jänner 2017 der ehemalige Bundesliga-Spieler Marco Weißhaupt als neuer Sportdirektor angestellt.
Im Mai 2017 konnte die Klagenfurter Austria ein weiteres Mal den KFV-Cup gewinnen. In der Saison 2017/18 konnte man als Fünftplatzierter, da der FC Gleisdorf 09 keine Zulassung beantragt hatte, wieder in die 2. Liga aufsteigen. Nach der abgelehnten Lizenz für die zweithöchste Spielklasse im Frühjahr 2016, war die Austria somit nach zwei Jahren wieder in der 2. Liga. Nachdem man in der Hinrunde 2018/19 tief im Abstiegskampf steckte, folgte im Oktober 2018 Robert Micheu auf Franz Polanz als neuer Trainer des SK Austria Klagenfurt. Schließlich überwinterte die Austria nur um einen Punkt vor den Abstiegsrängen auf dem 13. Platz.

### Die Austria Klagenfurt unter neuer Führung (2019-)
Im Februar zog sich der langjährige Präsident Peter Svetits zurück und verließ den Verein. Am 19. Februar 2019 wurde bekannt, dass Tomislav Karajica, Eigentümer des Hamburger Unternehmens Home United, den Verein mitsamt seiner Schulden gekauft hatte. Ivica Peric wurde neuer Präsident von Austria Klagenfurt. Mit der viertbesten Frühjahrsleistung schaffte die Austria noch den Sprung in die obere Tabellenhälfte und konnte die Saison auf dem 8. Endrang abschließen.

#### Enges Rennen mit der SV Ried 2019/20 und der Aufstieg in die Bundesliga 2021
In der Saison 2019/20 – der zehnten Spielsaison der neugegründeten Austria Klagenfurt und dem 100. Jahr nach Gründung des ursprünglichen Sportklub Austria Klagenfurt – wurde die Klagenfurter Austria Herbstmeister, verpasste aber schlussendlich als Vizemeister punktegleich mit der SV Ried nur aufgrund der schlechteren Tordifferenz denkbar knapp den Meistertitel und somit den Aufstieg in die erste Bundesliga.
In der Saison 2020/21 stand die Austria Klagenfurt am Ende der Spielzeit auf dem 3. Tabellenplatz und qualifizierte sich somit für die Relegation um den Aufstieg in die erste Bundesliga. Gegen den Tabellenletzten der ersten Liga, SKN St. Pölten, ging es in zwei Relegationsspielen um den Aufstieg. Das Hinspiel (Mittwoch, 26. Mai 2021) gewann die Austria mit 4:0 deutlich und auch im Rückspiel (Samstag, 29. Mai 2021) setzte sich der Verein mit einem 1:0 durch. Klagenfurt ist somit 17 Jahre nach dem Abstieg des FC Kärnten wieder erstklassig (Österreichische Fußballmeisterschaft 2003/04). Damit sind in der Saison 2021/22 mit Austria Klagenfurt und dem WAC erstmals seit 1984/85 (Austria Klagenfurt, SV Spittal/Drau) wieder zwei Clubs aus Kärnten in der höchsten Spielklasse vertreten.
Der SK Austria qualifizierte sich nach dem Grunddurchgang der Saison 2021/22 als erster Aufsteiger seit der Bundesligareform für die Meistergruppe und schloss diese am 6. Tabellenplatz ab. In der 22. Runde kam es erneut zu einem indirekten Duell mit der SV Ried um die Qualifikation für die Meistergruppe. Während die SV Ried einen Sieg benötigte, reichte der Austria schon ein Unentschieden gegen Rapid. Die Rieder erreichten im Heimspiel gegen den SK Sturm jedoch nur ein Unentschieden und der Austria gelang somit, trotz einer deutlichen 3:0-Niederlage beim SK Rapid, der Sprung in die Meistergruppe. Im Cup konnten die Waidmannsdorfer bis zum Viertelfinale vordringen. Scheiterten hier aber auswärts, im abermaligen Duell, an der SV Ried.
Auch in der Saison 2022/2023 durfte man sich in Klagenfurt über die Teilnahme an der Meistergruppe freuen. Den Grunddurchgang beendete die Austria, ebenso wie die Meistergruppe, auf Rang sechs. Dort holte sie aus zehn Spielen acht Punkte, am Ende fehlte ein Punkt auf Austria Wien und zwei auf Rapid Wien. Im dritten Bundesligajahr, der Saison 2023/2024, gelang den Kärntnern erneut der Sprung in die Meistergruppe: Der Grunddurchgang wurde auf dem überragenden vierten Platz abgeschlossen, der Kampf um die Top 6 gestaltete sich jedoch bis zum Schluss als spannend: Die Wiener Austria, die als Siebenter in die Qualifikationsgruppe musste, hatte nur einen Punkte weniger am Konto als die Kärntner. In der Meistergruppe konnten die Klagenfurter dann aber nur einen Sieg holen und beendeten diese auf Platz 6. In der Saison 2024/2025 musste sich Austria Klagenfurt erstmals mit der Qualifikationsgruppe zufriedengeben. Nach dem Grunddurchgang hatte man 21 Punkte am Konto und damit fünf mehr als Schlusslicht Altach. Aufgrund der schwachen Leistungen trennte sich der Verein angesichts des drohenden Abstiegs im April 2025 von Trainer Peter Pacult, der die Mannschaft seit 2020 trainierte. Ihm folgte Carsten Jancker. Am letzten Spieltag verloren die Kärntner gegen den TSV Hartberg und stiegen damit nach vier Jahren in der Bundesliga ab. Janckers Vertrag wurde nicht verlängert; er wird durch den bisherigen Ko-Trainer Rolf Landerl ersetzt.

## Kampfmannschaft

### Trainerteam
Stand: 1. Juli 2025
| Funktion        | Name                | Geburtsdatum | Nationalität | beim Verein seit | letzter Verein           |
| --------------- | ------------------- | ------------ | ------------ | ---------------- | ------------------------ |
| Trainer         | Rolf Martin Landerl | 24.10.1975   | Osterreich   | 07/2025          | Co-Trainer               |
| Co-Trainer      | Guido Frank         | 03.04.1968   | Osterreich   | 07/2025          | SK Austria Klagenfurt II |
| Torwart-Trainer | Marc Lamberger      | 12.12.1990   | Deutschland  | 07/2023          | TSV 1860 München II      |
| Athletiktrainer | Bernhard Sussitz    | 01.05.1975   | Osterreich   | 07/2022          |                          |

### Aktueller Kader
Stand: 7. August 2025
| Rücken- nummer | Name                  | Geburtsdatum | Nationalität            | beim Verein seit | letzter Verein              |
| Torhüter       | Torhüter              | Torhüter     | Torhüter                | Torhüter         | Torhüter                    |
| -------------- | --------------------- | ------------ | ----------------------- | ---------------- | --------------------------- |
| 01             | Manuel Kuttin         | 17.12.1993   | Osterreich              | 07/2025          | Grasshopper Club Zürich     |
| 57             | Alexander Turkin      | 09.11.2006   | Osterreich              | 07/2024          | SK Austria Klagenfurt II    |
| Verteidigung   |                       |              |                         |                  |                             |
| 04             | Adem Mustafić         | 03.04.2008   | Bosnien und Herzegowina | 12/2024          | SK Austria Klagenfurt II    |
| 06             | Matteo Kitz           | 20.01.2007   | Osterreich              | 12/2024          | SK Austria Klagenfurt II    |
| 13             | Alexander Ranacher    | 20.11.1998   | Osterreich              | 07/2025          | WSG Tirol                   |
| 14             | Rei Okada             | 25.01.2002   | Japan                   | 08/2025          | Favoritner AC               |
| 19             | Matthias Dollinger    | 13.04.2005   | Osterreich              | 07/2023          | SK Austria Klagenfurt II    |
| 20             | Aidan Liu             | 01.07.2000   | Vereinigte Staaten      | 07/2025          | HNK Šibenik                 |
| 22             | Marco Gantschnig      | 08.10.1997   | Osterreich              | 07/2025          | Grazer AK (Leihe)           |
| 24             | Mario Matković        | 02.04.2003   | Kroatien                | 07/2025          | HNK Gorica (Leihe)          |
| 30             | Michael Lang          | 04.07.1998   | Osterreich              | 08/2025          | Grazer AK                   |
| 44             | Elias Jandrisevits    | 01.08.2003   | Osterreich              | 07/2025          | ASK Voitsberg               |
| Mittelfeld     |                       |              |                         |                  |                             |
| 08             | Marcel Krnjic         | 08.11.2002   | Osterreich              | 07/2025          | Schwarz-Weiß Bregenz        |
| 10             | Nik Marinšek          | 17.02.1999   | Slowenien               | 07/2025          | SV Ried                     |
| 16             | Sebastian Pschernig   | 20.09.2005   | Osterreich              | 07/2025          | SK Austria Klagenfurt II    |
| 17             | Christopher Wölbl     | 24.09.2008   | Osterreich              | 07/2025          | SK Austria Klagenfurt II    |
| 21             | Almir Oda             | 10.01.2004   | Osterreich              | 07/2025          | KF Ballkani                 |
| 33             | Leo Vielgut           | 23.02.2001   | Osterreich              | 07/2025          | Kremser SC                  |
| 37             | Armin Karić           | 06.10.2004   | Bosnien und Herzegowina | 05/2025          | SK Austria Klagenfurt II    |
| Angriff        |                       |              |                         |                  |                             |
| 07             | Florian Jaritz        | 18.10.1997   | Osterreich              | 03/2016          | SK Austria Klagenfurt II    |
| 09             | Naldinho              | 14.11.2005   | Deutschland             | 07/2025          | SK Austria Klagenfurt II    |
| 11             | Marc Andre Schmerböck | 01.04.1994   | Osterreich              | 07/2025          | Mohammedan SC               |
| 23             | Dino Delić            | 08.09.2008   | Bosnien und Herzegowina | 12/2024          | SK Austria Klagenfurt II    |
| 77             | Denis Sinanovic       | 26.11.2003   | Osterreich              | 07/2025          | SK Austria Klagenfurt II    |
| 99             | Bartol Barišić        | 01.01.2003   | Kroatien                | 07/2025          | DAC Dunajská Streda (Leihe) |

### Transfers
Stand: 7. August 2025
| Zugänge: | Abgänge: |
| Sommer 2025 | Sommer 2025 |
| --- | --- |
| - Bartol Barišić (DAC Dunajská Streda, Leihe) - Marco Gantschnig (Grazer AK, Leihe) - Elias Jandrisevits (ASK Voitsberg) - Marcel Krnjic (Schwarz-Weiß Bregenz) - Manuel Kuttin (Grasshopper Club Zürich) - Michael Lang (Grazer AK) - Aidan Liu (HNK Šibenik) - Nik Marinšek (SV Ried) - Mario Matković (HNK Gorica, Leihe) - Almir Oda (KF Ballkani) - Rei Okada (Favoritner AC) - Alexander Ranacher (WSG Tirol) - Marc Andre Schmerböck (Mohammedan SC) - Leo Vielgut (Kremser SC) | - Keanan Bennetts (Notts County) - Nicolas Binder (SC Cambuur) - Christopher Cvetko (FC Blau-Weiß Linz) - Laurenz Dehl (FC Rot-Weiß Erfurt) - Kosmas Gezos (Kallithea FC) - Martin Hinteregger (SGA Sirnitz) - Tobias Koch (Grazer AK) - Bego Kujrakovic (Wolfsberger AC II) - Thorsten Mahrer (ATUS Velden) - Iba May (Hertha 03 Zehlendorf) - Jannik Robatsch (FC St. Pauli) - Simon Spari (FC St. Pauli) - Niklas Szerencsi (First Vienna FC) - Christopher Wernitznig (SV Ried) - Solomon Bonnah (vereinslos) - Steven Juncaj (vereinslos) - Marco Knaller (vereinslos) - Jonas Kühn (vereinslos) - Denzel Owusu (vereinslos) - Simon Straudi (vereinslos) - David Toševski (vereinslos) - Ben Bobzien (1. FSV Mainz 05, Leih-Ende) - Dikeni Salifou (Werder Bremen, Leih-Ende) - Aaron Sky Schwarz (SK Rapid Wien II, Leih-Ende) - Philipp Wydra (SK Rapid Wien II, Leih-Ende) |

## Jugendfußball
Im SK Austria Klagenfurt trainieren Mannschaften im Jugendfußball von den Kleinsten in der U6 bis zur zweiten Kampfmannschaft. Die Austria Amateure bestreiten als Spitze der Nachwuchsabteilung nach dem Aufstieg in der Unterliga Ost ihre Meisterschaftsspiele. Junge Spieler werden früher als üblich an den Erwachsenenfußball herangeführt und schaffen immer wieder vorzeitig den Sprung in die Kampfmannschaft.
Der Austria-Nachwuchs organisiert jedes Jahr den „Wörthersee-Cup“ im EM-Stadion und den „Lindwurm Futsal Cup“ in der Lerchenfeld-Halle. Beide Turniere werden von Mannschaften aus dem In- und Ausland gestürmt.

## Fans
Der Verein hat mehrere angemeldete Fanklubs: Die Schwarze Seele Kärnten (SSK), die Barrakudas 1995 und die Carinthian Warriors. Die SSK und die Barrakudas sind ultrà-orientiert. Die Fanklubs besuchen die Südkurve der 28 Black Arena. Neben den offiziellen Fanklubs gibt es noch weitere Fanzusammenschlüsse. So fungiert die Südfront 2008 als eine der führenden Gruppen der Szene, wird allerdings nicht als offizieller Fanklub geführt.
Die Fanklubs verbindet die Dachorganisation „Wir.Austrianer“, unter der Choreographien, Fanfahrten oder auch diverse Spendenaktionen für wohltätige Zwecke durchgeführt werden.

## Abschlusstabellen
| Saison  | Spielklasse        | Rang | Sp  | S  | U  | N  | Tore   | Pkt. | Anmerkungen                                          |
| ------- | ------------------ | ---- | --- | -- | -- | -- | ------ | ---- | ---------------------------------------------------- |
| 2010/11 | Regionalliga Mitte | 007  | 030 | 11 | 10 | 09 | 042:37 | 043  |                                                      |
| 2011/12 | Regionalliga Mitte | 006  | 030 | 13 | 06 | 11 | 044:36 | 045  |                                                      |
| 2012/13 | Regionalliga Mitte | 008  | 030 | 09 | 08 | 11 | 040:48 | 035  |                                                      |
| 2013/14 | Regionalliga Mitte | 005  | 030 | 13 | 05 | 12 | 056:68 | 044  | KFV-Cup-Sieger                                       |
| 2014/15 | Regionalliga Mitte | 001  | 030 | 20 | 05 | 05 | 068:26 | 065  | Meistertitel RL Mitte, Aufstieg in die 2. Bundesliga |
| 2015/16 | Erste Liga         | 008  | 036 | 08 | 10 | 18 | 043:62 | 034  | Zwangsabstieg durch Lizenzverweigerung               |
| 2016/17 | Regionalliga Mitte | 012  | 030 | 10 | 05 | 15 | 043:61 | 035  | KFV-Cup-Sieger                                       |
| 2017/18 | Regionalliga Mitte | 005  | 030 | 14 | 06 | 10 | 057:48 | 048  | Aufstieg in die 2. Bundesliga                        |
| 2018/19 | 2. Liga            | 008  | 030 | 09 | 14 | 07 | 043:35 | 041  |                                                      |
| 2019/20 | 2. Liga            | 002  | 030 | 19 | 07 | 04 | 065:36 | 064  |                                                      |
| 2020/21 | 2. Liga            | 003  | 030 | 17 | 08 | 05 | 064:32 | 059  | gewonnene Relegation, Aufstieg in die 1. Bundesliga  |
| 2021/22 | Bundesliga         | 006  | 032 | 08 | 12 | 12 | 043:57 | 021  |                                                      |
| 2022/23 | Bundesliga         | 006  | 032 | 11 | 05 | 16 | 045:63 | 023  |                                                      |
| 2023/24 | Bundesliga         | 006  | 032 | 09 | 12 | 11 | 040:50 | 022  |                                                      |

Aufstiege sind grün, Abstiege rot unterlegt.

## Titel und Erfolge
→ Zu den Erfolgen des inoffiziellen Vorgängervereins SK Austria Klagenfurt/FC Kärnten siehe hier "FC Kärnten/Titel und Erfolge"
- 2× Kärntner Pokalsieger: 2014, 2017
- 1× Meister der Regionalliga Mitte: 2015